# Äskeholmen
Äskeholmen är en ö i Finland. Den ligger i Skärgårdshavet och i kommunen Kimitoön i den ekonomiska regionen  Åboland i landskapet Egentliga Finland, i den sydvästra delen av landet. Ön ligger omkring 61 kilometer söder om Åbo och omkring 130 kilometer väster om Helsingfors.
Öns area är 5,1 hektar och dess största längd är 350 meter i sydöst-nordvästlig riktning.

## Klimat
Inlandsklimat råder i trakten. Årsmedeltemperaturen i trakten är 6 °C. Den varmaste månaden är augusti, då medeltemperaturen är 18 °C, och den kallaste är februari, med −5 °C.